# Platypelis tsaratananaensis
Platypelis tsaratananaensis  — вид земноводних роду Platypelis родини Microhylidae.

## Назва
Видова назва tetra походить від грецького tetra, що означає чотири, з посиланням на чотири яскравих плями на спині.

## Опис
Тіло завдовжки 26 мм.

## Поширення
Вид є ендеміком Мадагаскару. Поширений на півночі країни у нагір'ї Тсаратанана.

## Спосіб життя
Населяє тропічні та субтропічні низовинні дощові ліси. За межами лісу не знайдений. Личинки розвиваються у порожнинах стебел бамбука.